# Henrikas Radauskas
Henrikas Radauskas (* 1910 in Krakau, Polen; † 27. August 1970 in Washington, D.C.) war ein litauischer Dichter und Schriftsteller.

## Leben
Nach der Unabhängigkeit Litauens 1918 kehrte Radauskas’ Familie dorthin zurück. Er studierte litauische, deutsche und russische Literatur an der Vytautas-Magnus-Universität in Kaunas. Ab 1936 war er als Verleger tätig. Von  1937 bis 1941 arbeitete er in Kaunas. 
1944 emigrierte er nach Berlin und lebte danach in Reutlingen. 1949 emigrierte Radauskas in die USA. In seinen letzten Lebensjahren arbeitete er für die Library of Congress.

## Gedichtsammlungen
Er verfasste vier Gedichtsammlungen:
- Fontanas (Die Fontäne)
- Strėlė danguje (Der Pfeil im Himmel)
- Žiemos daina (Winterlied)
- Eilėraščiai (Gedichte)